# Угљаре (Зубин Поток)
Угљаре је насеље у општини Зубин Поток на Косову и Метохији. Атар насеља се налази на територији катастарске општине Зубин Поток. Историјски и географски припада Ибарском Колашину. Насеље је са обе стране реке Ибра на прибрежним терасама и алувијалној равни, и једно од ретких колашинских села које су са обе стране радичпољске котлине. Куће нису груписане већ су разбацане по целом селу. После Првог светског рата се из старог дела насеља са брда испод Клопотника (988 м) становништво спушта у долину Ибра. Са јужне стране насеље ограничава развође црноморског слива и јадранског слива (791 м). Насеље има повољан положај јер се налази на магистралном путу Рибариће - Косовска Митровица. Последњих година се број становника повећава. После ослобађања од турске власти место је у саставу Звечанског округа, у срезу митровичком, у општини радич-пољској и 1912. године има 158 становника.

## Демографија
Насеље има српску етничку већину.
Број становника на пописима:
- попис становништва 1948. године: 224
- попис становништва 1953. године: 252
- попис становништва 1961. године: 239
- попис становништва 1971. године: 265
- попис становништва 1981. године: 287
- попис становништва 1991. године: 312